# 安南山脈

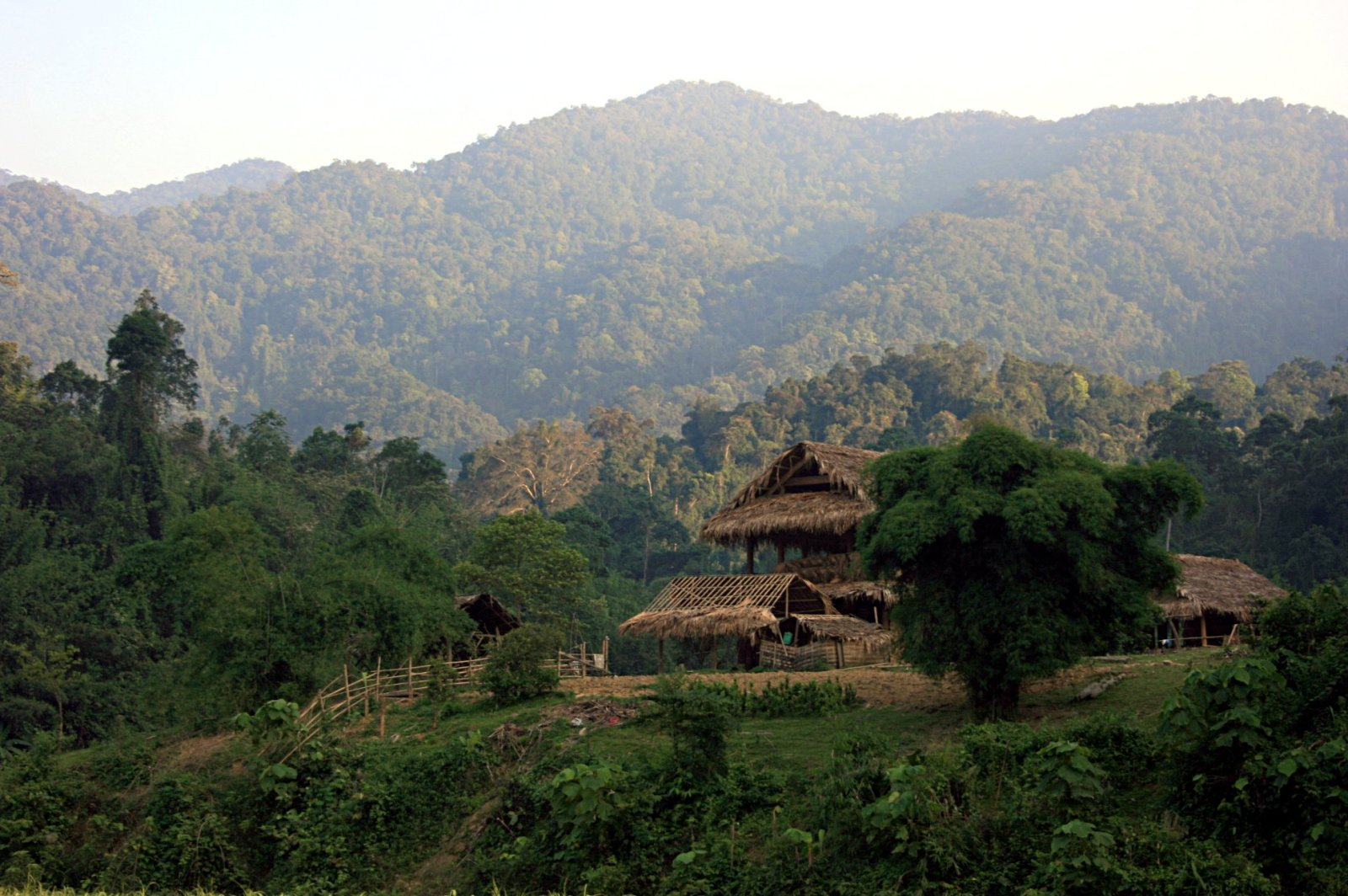
安南山脈

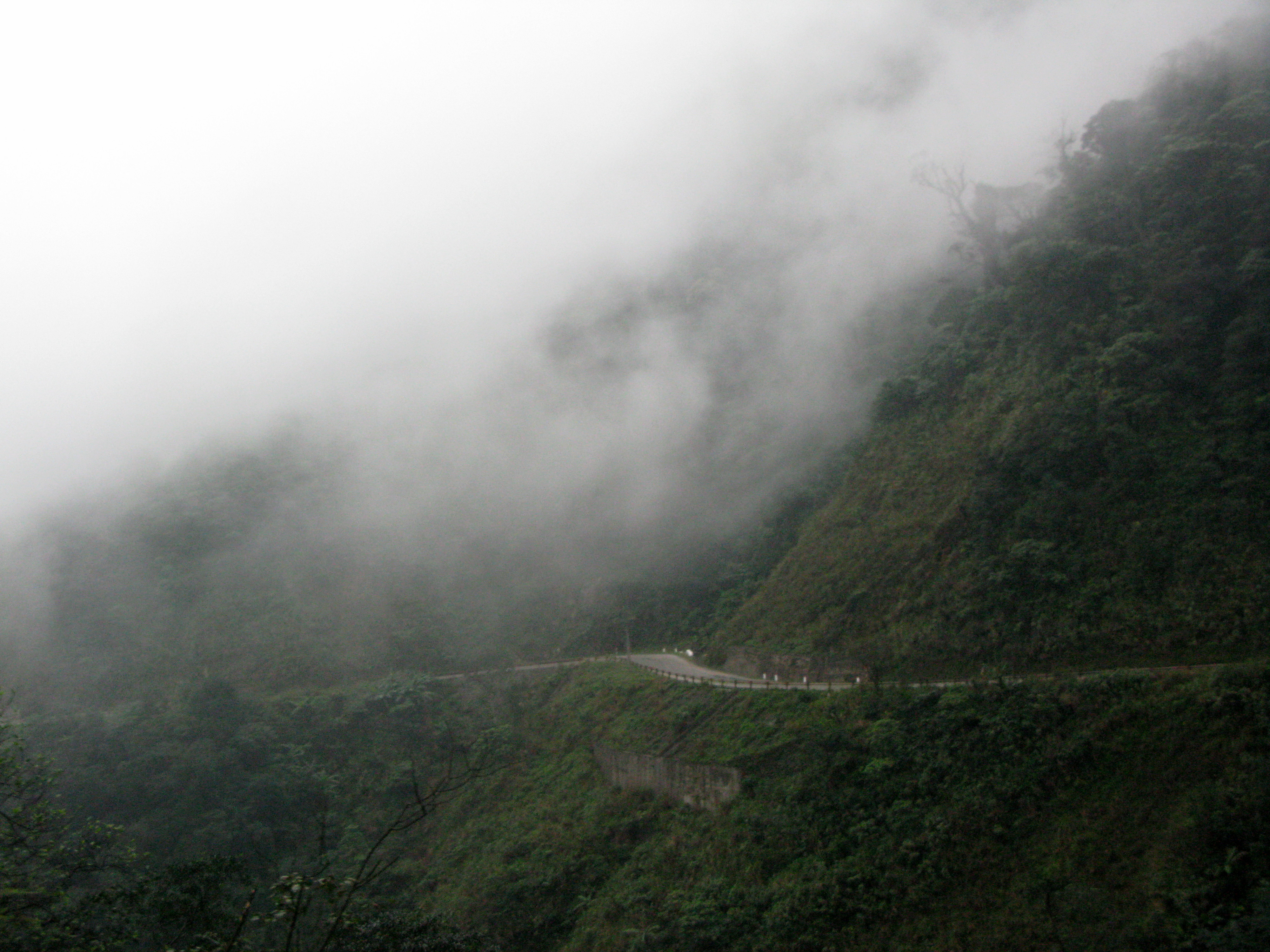
越南國家公路8A，河靜省

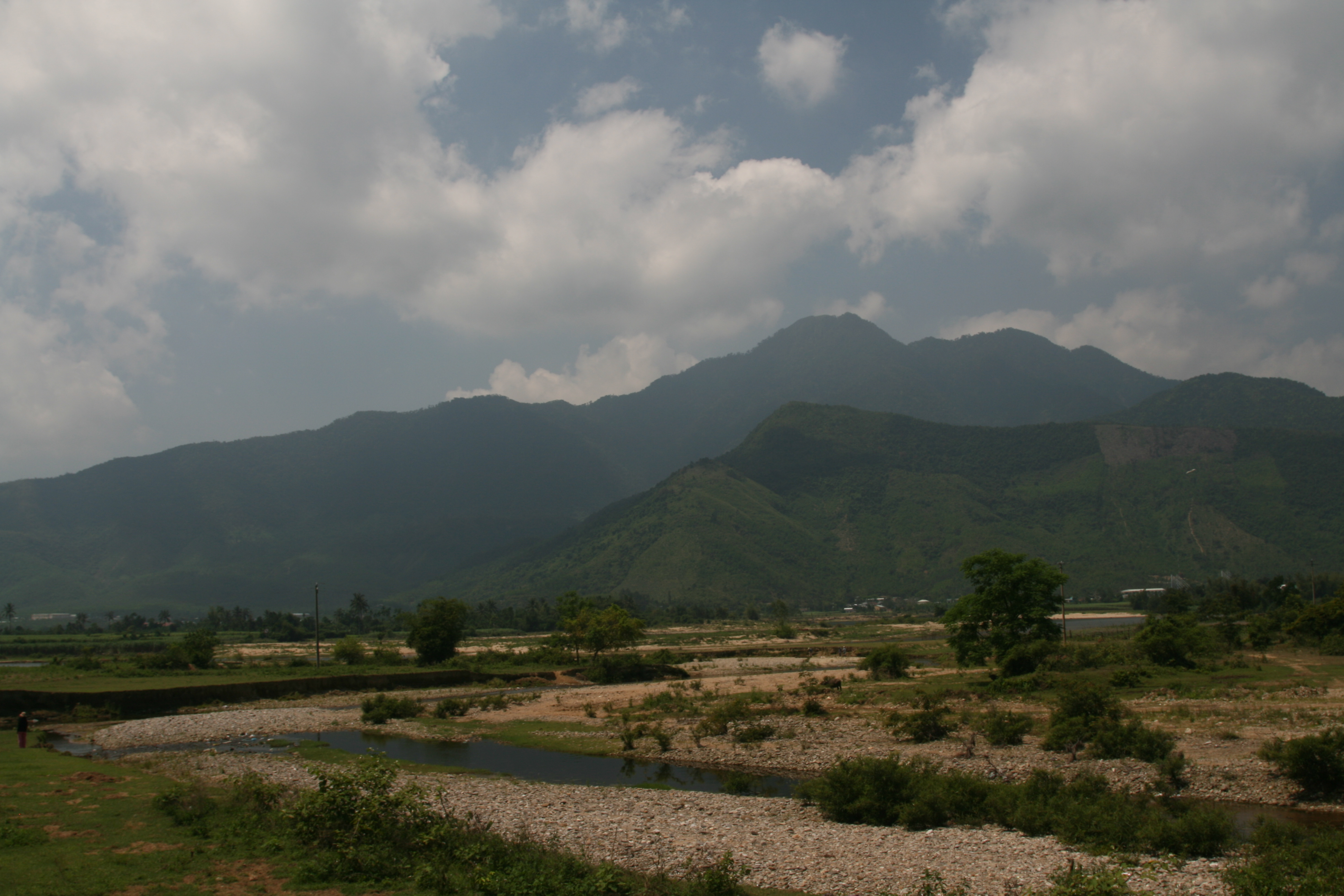
安南山脈南部，廣南省會安市附近

安南山脈，亦称为长山山脉（越南语：／），是中南半島的主要山脈，約長1,100公里，呈西北至東南走向。安南山脈既為南海水系與湄公河之分水嶺，也是越南中部與老撾的分界山嶺。該處是全球僅餘的濕常綠林之一，因此有「綠廊」之稱。
2007年，有科學家在安南山脈一帶懷疑發現了21種新物種，包括蝴蝶、蘭花等。